# Собор Святого Спиридона
Собор Святого Спиридона — православный храм Керкирской митрополии, расположенный в центре греческого города Керкиры на острове Керкира. Освящён в честь святителя Спиридона Тримифунтского, считающегося покровителем острова. Находящиеся в соборе мощи святого являются одной из наиболее чтимых святынь Православной церкви.

## История
Первоначально собор располагался не на своем нынешнем месте, а в районе Сарокко, но из-за строительства городских стен его пришлось перенести. Нынешнее здание собора было построено в 1590 году на средства семьи Булгари.
На Керкире мощи святого Спиридона оказались в 1489 году. Неизвестно, когда именно святой оказался настолько тесно связан с судьбами острова, что стал покровителем Керкиры. Во всяком случае, предание, гласящее, что святой спас остров от голода, датируется временем до 1553 года.
Древняя церковь святого Спиридона считалась богатейшей на Востоке, на храм жертвовали не только православные христиане, но и католики. Многочисленные вклады были сделаны российским императорским домом, в частности, императрицей Екатериной II и императором Павлом I.
В 1801 году, после освобождения острова от войск Наполеона святым адмиралом Фёдором Ушаковым, храм святителя Спиридона в Керкире был принят под особое покровительство России, в знак чего над его западными вратами был установлен императорский герб (к 1807 году это покровительство сохранило лишь номинальный характер, поскольку по условиям Тильзитского договора, подписанного Александром I и Наполеоном, Ионические острова отошли к Франции).
В годы Второй мировой войны авиационная бомба, сброшенная с самолета на храм святителя Спиридона, взорвалась в воздухе, не причинив зданию никакого вреда.

## Описание собора

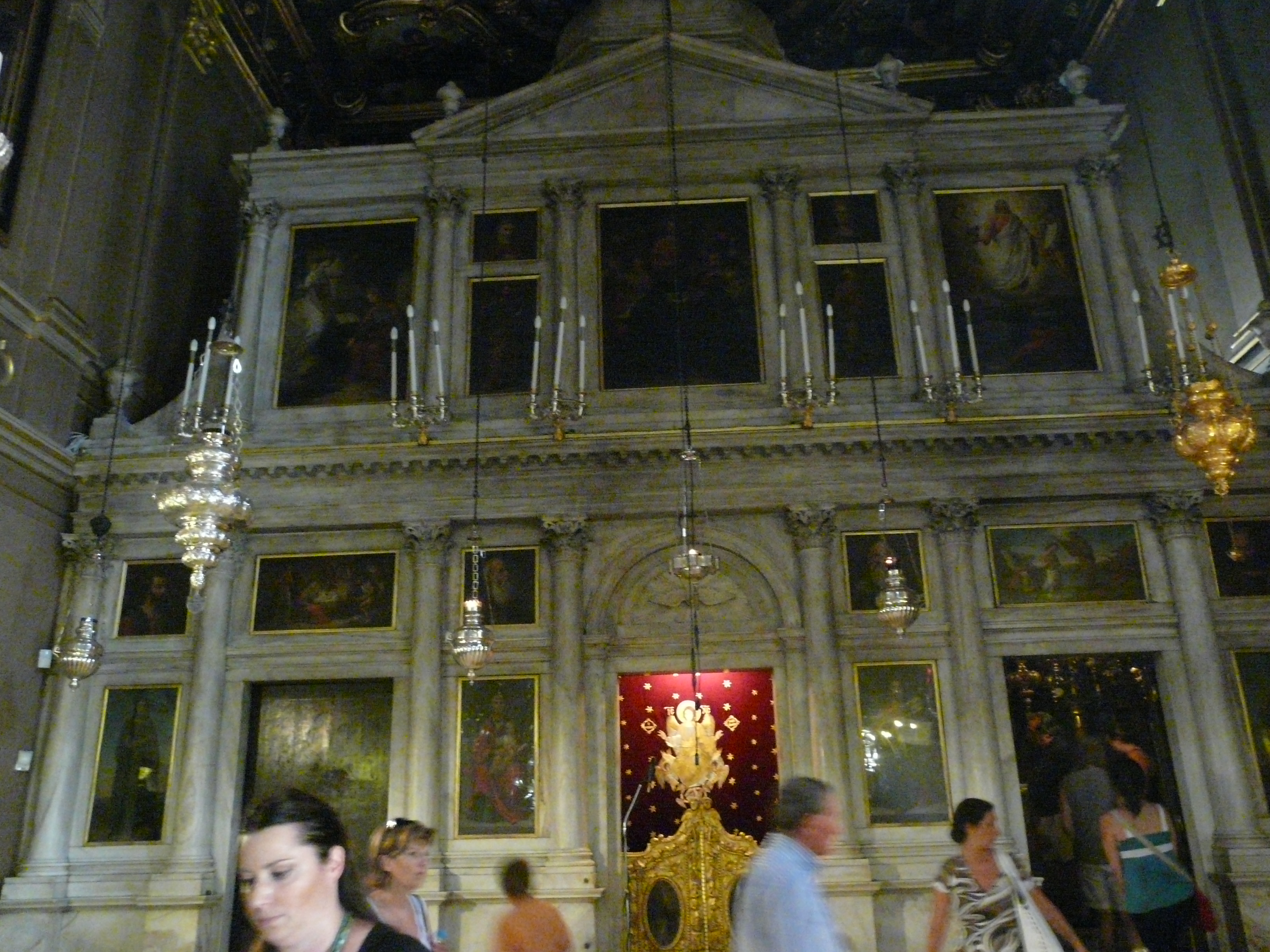
Мраморный иконостас собора

Собор построен в характерном для Ионических островов венецианском стиле и не похож на другие церкви Греции.
Церкви Ионических островов оказались подвержены влияниям итальянской архитектуры XVII века, из-за этого они небольшие и низкие, с впечатляющими звонницами. Звонница Собора напоминает звонницу церкви Святого Георгия в Венеции, которая построена приблизительно в то же время.
Ещё более выражены отличия от греческих церквей в интерьере. Основными элементами здесь являются «небосвод», то есть потолок церкви, который либо совершенно прост, либо располагает кессонами, а также мраморный иконостас, в центральной своей части почти доходящий до «небосвода». В храме посетителя поражают огромные золотые и серебряные паникадила, непривычного вида иконы в золотых рамках на своде. По всему собору и над ракой с мощами святителя Спиридона на цепочках висит большое количество металлических фигурок: кораблей, машин, отдельных частей тела — знаков благодарности прихожан и паломников, получивших помощь от святого.
Иконописцы Ионической школы испытали сильное влияние мастеров Возрождения. Потолок Собора Святого Спиридона расписал поначалу в 1727 году Пайотис Доксарас, который учился в Риме и Венеции, и был страстным почитателем Тинторетто, Тициана и Веронезе. Он стал основателем ионической школы живописи, получившей распространение всюду на Ионических островах. Первоначальные картины Доксараса погибли из-за сырости и в середине XIX века были заменены копиями работы Н. Аспиотиса.